# Niklaus Wolf von Rippertschwand

Vater Wolf

Niklaus Wolf, häufig Niklaus Wolf von Rippertschwand, kurz auch Vater Wolf (* 1. Mai 1756 in Unterlindig bei Neuenkirch; † 18. September 1832 in St. Urban LU), war ein römisch-katholischer Landwirt, Politiker und frommer Heiler aus dem Kanton Luzern, Schweiz. Er stammte aus dem Weiler Rippertschwand bei Neuenkirch.

## Lebenslauf
Als Niklaus zwölf Jahre alt war, zog die Familie nach Rippertschwand, wo die Eltern den Hof übernahmen. Als 19-Jähriger unternahm er eine Wallfahrt nach Rom, von der er tief beeindruckt zurückkehrte. Am 8. Februar 1778 heiratete er Barbara Müller aus Neuhus. Dem Paar wurden neun Kinder geschenkt, von denen vier früh verstarben. Als Bauer studierte und erprobte er neue Methoden der Landwirtschaft. Wolf unterrichtete seine Kinder selber. Abends hielt er einen Hausgottesdienst mit seiner Familie und den Angestellten, morgens wanderte er mit einem oder mehreren Kindern zur Messe nach Neuenkirch.

### Politik und Gebet

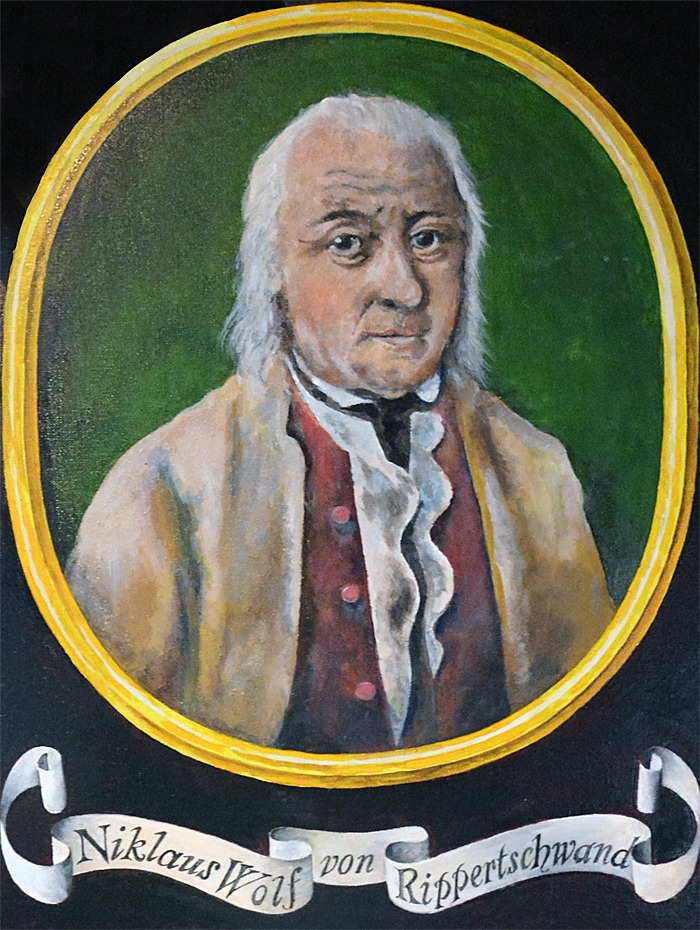
Porträt in der Pfarrkirche Beromünster

Im Februar 1798 wurde er als Volksvertreter ins Luzerner Parlament gewählt. Er hoffte, durch sein politisches Amt einiges verändern zu können. Unter dem Einfluss der französischen Revolution wurde alles, was mit Kirche zu tun hatte, beargwöhnt; viele Klöster wurden aufgelöst. 1799 wurde die Eidgenossenschaft von französischen und russischen Truppen besetzt, die gegeneinander kämpften. Französische Truppen wurden teilweise in Klöster einquartiert und Kirchen zweckentfremdet. Diese Zustände trieben Niklaus Wolf ins Gebet: „Ich meine, wir Männer müssten, anstatt nur zu politisieren, uns regelmäßig zum Gebet treffen. Es müsste eine Armee [von Betern] geben, die mehr ausrichtet als Napoleon mit seinen Soldaten.“
 Von 1803 bis 1805 war Wolf Mitglied des Grossen Rates in Luzern, zog sich jedoch zurück, da er sich gegenüber dem dort herrschenden antireligiösen Geist machtlos fühlte. Von 1809 bis 1811 war Wolf Gemeindevorsteher von Neuenkirch.

### Dienst an den Kranken
Mit Interesse las er die Schriften, die für und gegen den Wunderheiler und Exorzisten Johann Joseph Gaßner (1727–1779) geschrieben wurden. Er begann, sich mit Krankenheilung zu beschäftigen. Eine Schlüsselrolle nahm dabei Mk 16,17-18  ein: Diese Zeichen werden jene begleiten, die glauben: In meinem Namen werden sie Dämonen austreiben; sie werden in neuen Sprachen reden, sie werden [giftige] Schlangen aufheben, und wenn sie etwas Tödliches trinken, wird es ihnen nicht schaden; Schwachen werden sie die Hände auflegen, und sie werden sich wohl befinden und die Kranken, denen sie die Hände auflegen, werden gesund werden. Um 1805 entdeckte er bei sich die Gabe der Krankenheilung und konnte in der Folge auffällig vielen Kranken helfen. Mit 50 Jahren übergab er daher den Hof seinem Sohn Johann, um sich ganz diesem Dienst zu widmen. 1810 wurde er in den Kirchenrat gewählt. Seine Neider erwirkten, dass ihm 1815 von staatlicher und kirchlicher Seite verboten wurde, Kranke zu heilen. Auf Drängen des Volkes wurde dieses Verbot allerdings im folgenden Jahr aufgehoben; Wolf erhielt von seiner Kirche die Erlaubnis zur Krankenheilung und Unterweisung des Volkes.
Am 9. September 1832 ereilte ihn im Kloster St. Urban ein Schlaganfall; neun Tage später starb er. Seit 1952 ist er in einem Ehrengrab in der Wallfahrtskirche von Neuenkirch beigesetzt.

## Wirkung
Vater Wolf hatte grossen Einfluss auf den konservativen Politiker Josef Leu von Ebersol.
Auf Wolf geht die Gründung zahlreicher Gebetsgruppen zurück, die auch nach seinem Tod weiterbestanden und sich später zu einer Bruderschaft zusammenschlossen. In Neuenkirch wird bis heute im September ein Bruderschaftsfest bzw. Glaubensfest gefeiert. Daselbst steht zu seinem Gedenken auch eine Vater-Wolf-Kapelle.
Zurzeit läuft für Wolf ein Seligsprechungsprozess.